# Phaea semirufa
Phaea semirufa là một loài bọ cánh cứng trong họ Cerambycidae.